# Ryan Humphrey
Ryan Ashley Humphrey (Tulsa, Oklahoma, 24 de julio de 1979) es un exjugador de baloncesto estadounidense que formó parte de Memphis Grizzlies y Orlando Magic de la NBA.

## Trayectoria deportiva

### Universidad
Humphrey comenzó su carrera universitaria en la Universidad de Oklahoma en 1997, donde pasó dos temporadas antes de trasladarse a la Universidad de Notre Dame. Con los Sooners disputó 63 partidos, promediando 11.1 puntos y 7.5 rebotes por partido en su segunda campaña. En los Fighting Irish de Notre Dame mostró su mejor versión, aumentando considerable sus números. En su primera temporada firmó 14.1 puntos y 9 rebotes, superando el 50% en tiros de campo, y un año después mejoró hasta los 18.9 puntos y 10.9 rebotes por encuentro. Durante su última temporada en la universidad fue seleccionado en el segundo equipo del All-America por Basketball News y en el primer quinteto de la Big East Conference. Además, batió el récord de más tapones en una temporada de Notre Dame con 87 y su media de 2.77 por partido es la más alta en la historia de los Irish. Tras sus cuatro temporadas en la NCAA, decidió presentarse al Draft de la NBA de 2002.

### Profesional
Humphrey fue seleccionado en la 19.ª posición en el Draft de la NBA de 2002 por Utah Jazz, pero durante el mismo día de la ceremonia del draft fue traspasado a Orlando Magic a cambio de los derechos de Curtis Borchardt. Su estancia en los Magic fue corta, jugando solamente 35 partidos, uno de ellos como titular, hasta que el 19 de febrero de 2003 fue traspasado a Memphis Grizzlies junto con Mike Miller por Drew Gooden y Gordan Giricek. Su primer encuentro con la camiseta de los Grizzlies fue el 12 de marzo ante Chicago Bulls, anotando 3 puntos y capturando 4 rebotes. En sus dos siguientes campañas en Memphis, Humphrey apenas jugó, por lo que dejó el equipo y firmó en pretemporada con Minnesota Timberwolves. Antes de comenzar la temporada 2005-06, los Timberwolves cortaron al jugador.
En 2006 se marchó a jugar al Pallacanestro Reggiana de la liga italiana donde promedió 6.6 puntos y 4.3 rebotes en 15.5 minutos de juego. Finalizó esa misma temporada en las filas del Polaris World Murcia de la Liga LEB española al que ayudó en los playóff a conseguir el ascenso a la liga ACB.
En septiembre de 2006 fichó por Los Angeles Clippers, pero fue despedido al mes siguiente. Más tarde fue contratado por el Apoel BC de Chipre, con quien llegó hasta las finales de la liga chipriota.
La temporada 2008/09 la inició en los Tulsa 66ers de la liga de desarrollo de la NBA y posteriormente fichó por los Criollos de Caguas de la liga puertorriqueña donde promedió casi 16 puntos y más de 7 rebotes por partido.
En el verano de 2009 se incorporó a las filas del Baloncesto León de la liga Adecco LEB Oro donde se convirtió en uno de sus jugadores más importantes finalizando la temporada con unos números de 15.5 puntos y 7.3 rebotes. A finales de julio de 2010 se confirmó su fichaje por el Cáceres 2016 Basket de LEB Oro.
En el año 2011 se incorporó a las filas del Club Biguá de Uruguay. Con el club Biguá en 21 partidos promedio 23.4 puntos, 10.8 rebotes y 2.1 asistencias

#### Estadísticas

##### Temporada regular
| Temporada | Edad | Equipo            | Liga | P  | TIT | MIN | TC  | TCA | %TC  | 3P  | 3PA | %3P  | TL  | TLA | %TL  | R.OF. | R.DEF. | REB | ASIS | ROB | TAP | PER | FP  | PTS |
| 2002-03   | 23   | TOTAL             | NBA  | 48 | 1   | 9.3 | 0.7 | 2.5 | .292 | 0.0 | 0.0 |      | 0.5 | 0.8 | .590 | 0.7   | 1.4    | 2.1 | 0.2  | 0.2 | 0.4 | 0.5 | 1.6 | 1.9 |
| 2002-03   | 23   | Orlando Magic     | NBA  | 35 | 1   | 9.2 | 0.7 | 2.4 | .271 | 0.0 | 0.0 |      | 0.5 | 0.8 | .643 | 0.9   | 1.1    | 2.0 | 0.2  | 0.1 | 0.5 | 0.6 | 1.6 | 1.8 |
| 2002-03   | 23   | Memphis Grizzlies | NBA  | 13 | 0   | 9.4 | 0.9 | 2.7 | .343 | 0.0 | 0.0 |      | 0.4 | 0.8 | .455 | 0.3   | 2.0    | 2.3 | 0.3  | 0.4 | 0.2 | 0.2 | 1.4 | 2.2 |
| 2003-04   | 24   | Memphis Grizzlies | NBA  | 2  | 0   | 5.5 | 0.5 | 2.0 | .250 | 0.0 | 0.5 | .000 | 0.0 | 0.0 |      | 1.0   | 0.5    | 1.5 | 0.5  | 0.5 | 0.0 | 1.0 | 1.5 | 1.0 |
| 2004-05   | 25   | Memphis Grizzlies | NBA  | 35 | 0   | 9.1 | 1.2 | 2.9 | .408 | 0.0 | 0.1 | .000 | 0.5 | 1.1 | .486 | 1.4   | 1.1    | 2.5 | 0.2  | 0.3 | 0.0 | 0.7 | 1.0 | 2.9 |
| Total     |      |                   | NBA  | 85 | 1   | 9.1 | 0.9 | 2.7 | .344 | 0.0 | 0.0 | .000 | 0.5 | 0.9 | .539 | 1.0   | 1.2    | 2.2 | 0.2  | 0.2 | 0.2 | 0.6 | 1.3 | 2.3 |

##### Playoffs
| Temporada | Edad | Equipo            | Liga | P | MIN | TCA | TC | 3PA | 3P | TLA | TL | R.OF. | REB | ASIS | ROB | TAP | PER | FP | PTS | %TC   | %3P | %FT | MIN | PTS | REB | AST |
| 2003-04   | 24   | Memphis Grizzlies | NBA  | 3 | 5   | 1   | 1  | 0   | 0  | 0   | 0  | 1     | 2   | 0    | 0   | 0   | 0   | 0  | 2   | 1.000 |     |     | 1.7 | 0.7 | 0.7 | 0.0 |
| Total     |      |                   | NBA  | 3 | 5   | 1   | 1  | 0   | 0  | 0   | 0  | 1     | 2   | 0    | 0   | 0   | 0   | 0  | 2   | 1.000 |     |     | 1.7 | 0.7 | 0.7 | 0.0 |